# Mistrzowie strongman: Łotwa
Mistrzowie Strongman: Łotwa (łotewski: Latvijas spēkavīru čempionāts) – doroczne, indywidualne zawody siłaczy, organizowane na Łotwie.

## Mistrzowie
| Rok  | Mistrz          |
| ---- | --------------- |
| 2000 | Raivis Vidzis   |
| 2001 | Raivis Vidzis   |
| 2002 | Raivis Vidzis   |
| 2003 | Raivis Vidzis   |
| 2004 | nieznany        |
| 2005 | nieznany        |
| 2006 | Agris Kazeļņiks |
| 2007 | Agris Kazeļņiks |
| 2008 | Agris Kazeļņiks |

| Rok  | Mistrz          | Wicemistrz    | Drugi Wicemistrz |
| ---- | --------------- | ------------- | ---------------- |
| 2009 | Agris Kazeļņiks | Artis Plivda  | Māris Rozentāls  |
| 2010 | Artis Plivda    | Mareks Leitis | Ivars Kazeļniks  |